# 오스트레오비움속
오스트레오비움속(Ostreobium)은 갈파래강 깃털말목에 속하는 녹조류 속의 하나이다. 오스트레오비움과(Ostreobiaceae)의 유일속으로 3종으로 이루어져 있다.

## 하위 종
- Ostreobium brabantium
- Ostreobium constrictum
- Ostreobium quekettii